# یبرامکی
یبرامکی (به لاتین: Jebramki) یک روستا در لهستان است که در گمینا پروستکی واقع شده‌است.